# Fjell
Fjell là một đô thị ở hạt Hordaland, Na Uy.